# チェン・ユーシュン
チェン・ユーシュン（陳玉勲）は台湾の映画監督。

## 経歴
1962年台北に生まれる。
1989年、淡江大学教育資料科学系卒業。大学卒業後、「民心工作室」に参加。
テレビドラマのシリーズを長年のあいだ手がけたのち、95年の『熱帯魚』で長編監督として映画デビューした。 同作は商業的成功を収め、高い評価を得てスイスのロカルノ国際映画祭にて青豹賞を受賞した。 
その後、長い間CM業界に活躍の場を移したが、短編映画『ジュリエット』（10）、 短編オムニバス映画「10＋10」（11・未）で監督を務め、映画界に復帰。『祝宴!シェフ』で長編監督としても返り咲く。
2020年、『1秒先の彼女』で金馬奨の監督賞と脚本賞を受賞。

## 作品

### 脚本・監督
- 熱帯魚（中国語版） 熱帶魚[3]（1995年）
- ラブゴーゴー（中国語版） 愛情來了（1997年）
- 祝宴!シェフ 總舖師（2013年）
- 健忘村（中国語版）健忘村（2017年）　※アジアフォーカス・福岡国際映画祭2017、第9回京都ヒストリカ国際映画祭にて上映
- 1秒先の彼女（2020年)　2021年6月日本公開[4]

### 製作
- 夢遊ハワイ 夢遊夏威夷（2004年）

## 受賞歴[1]
【長編】
- 1995年『熱帯魚』 ロカルノ国際映画祭青豹賞、国際批評家連盟賞、モンペリエ国際映画祭ゴールデンパンダ賞、金馬奨脚本賞、助演女優賞、バンクーバー国際映画祭コンペティション部門出品
- 1997年『ラブゴーゴー』 東京国際映画祭ヤング・シネマ・コンペティション部門出品
- 2020年『１秒先の彼女』 金馬奨監督賞、脚本賞

【短編】
- 2010年『もうひとりのジュリエット』（三連作映画『ジュリエット』の1編） 釜山国際映画祭、東京国際映画祭、金馬奨オープニング作品
- 2011年「Hippocamp Hair Salon（未）」（海馬洗頭）（オムニバス映画「10＋10」の1編）ベルリン国際映画祭パノラマ部門出品、金馬奨オープニング作品